# 1986年三文魚法令
《1986年三文魚法令》（英語：Salmon Act 1986；又譯《1986年鮭魚法令》；1986 c. 62）是英國國會法令，就何為非法三文魚捕魚及其他事宜作出規範。本法令因將「可疑情況下處理三文魚」列為罪行而被視為古怪法令。

## 條文
法令有43條條款，處理三文魚漁業的大量事宜，當中包括：定義「三文魚漁業」及其註冊流程；規定三文魚禁漁期；列出三文魚漁業局的憲章和職權；規管三文魚捕魚方法（內閣大臣獲賦權定義何為用捕魚網捕魚）；規管三文魚經銷商的貿易往來。本法令亦廢除了多條維多利亞時期法律。
法令架構如下：
- 引言
- 第1部分：管理蘇格蘭三文魚漁業
- 第2部分：適用於蘇格蘭之其他條文
- 第3部分：適用於英格蘭及威爾斯之條文
- 第4部分：雜項
- 附表1：關於訂立指定命令之條文
- 附表2：區域三文魚漁業局議員選舉及增選
- 附表3：過渡性區域局
- 附表4：輕微及相應修訂
- 附表5：廢除

## 罪行
本法令第32條名為「可疑情況下處理三文魚」，旨在減少三文魚的偷獵。條文規定，任何人在他們相信或可合理相信是非法捕魚所得的情況下，收受或處置三文魚，在英格蘭、威爾斯、蘇格蘭即屬犯法。第22條亦將此罪名納入蘇格蘭法律。
《三文魚法令》因此罪行而被視為古怪法令，甚至被稱爲古舊愚蠢，但大多都忽略入罪條件。而法令在2010年被《2009年海洋及海岸進出法令》修訂後，罪責範圍由三文魚擴大至魚類。